# 25162 Beckage
25162 Beckage este o planetă minoră (asteroid) din centura de asteroizi. A fost descoperită pe 17 septembrie 1998 la Stația Anderson Mesa de Lowell Observatory Near-Earth-Object Search. 
Obiectul prezintă o orbită caracterizată de o semiaxă mare de 2,4200375 UAi, o excentricitate de 0,2, o înclinație de 3,20398 ° în raport cu ecliptica.